# Dmytro Jawornyzkyj

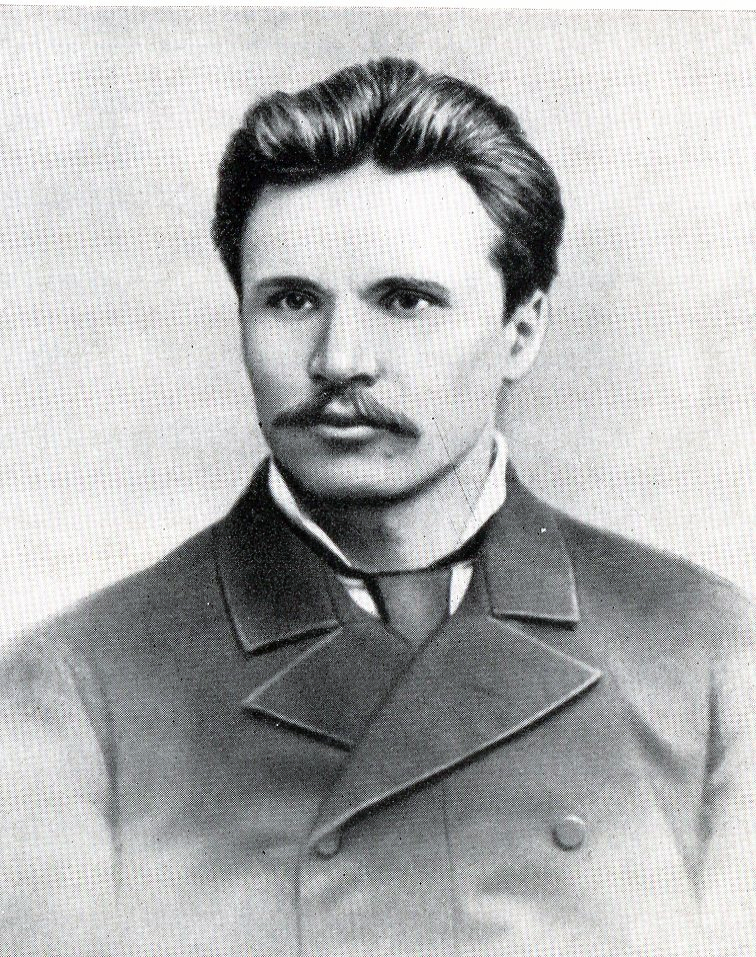
Dmytro Jawornyzkyj 1885

Dmytro Iwanowytsch Jawornyzkyj (* 25. Oktoberjul. / 6. November 1855greg. in Solnzewka, Gouvernement Charkow, Russisches Kaiserreich; † 5. August 1940 in Dnipropetrowsk, Ukrainische SSR, Sowjetunion) war ein ukrainischer Ethnograph, Historiker und Lexikograf.

## Leben
Dmytro Jawornyzkyj kam als Dmitrij Iwanowitsch Evarnizkij in Solnzewka, dem heutigen Boryssiwka im Norden der ukrainischen Oblast Charkiw zur Welt. Er studierte von 1877 bis 1886 an der historisch-philologischen Fakultät der Universität Charkiw und unterrichtete zwischen 1881 und 1886 russische Geschichte am Gymnasium in Charkiw, bis er von den örtlichen Behörden aufgrund seiner separatistischen (pro-ukrainischen) Tendenzen entlassen wurde. Anschließend unterrichtete er in Sankt Petersburg (1896) und ab 1897 als Lehrbeauftragter für Geschichte und Archäologie der ukrainischen Kosaken an der Universität Moskau. 1902 nahm Dmytro Jawornyzkyj das Angebot an, Museumsdirektor des Historischen Museums in Jekaterinoslaw zu werden, was er zeitlebens blieb. Das Museum wandelte sich unter seiner Leitung in ein Vorzeigemuseum. So schrieb Wladimir Giljarowski «Музей — Украине всей краса…;» (deutsch: „Museum — der Ukraine aller Pracht…;“). Außerdem gab er in den Jahren 1905 und 1910 jeweils einen Katalog mit den Museumsexponaten und einige Berichte über die Arbeit des Museums heraus. Seit 1929 war er Mitglied der Ukrainischen Akademie der Wissenschaften.
In den Jahren 1930–1939 unterbrach der bolschewistische Terror die wissenschaftliche Arbeit des Historikers, er wurde verfolgt und aus seiner Stelle entlassen. Um den Holodomor von 1932–33 zu überleben, verkaufte er seine Bücher auf dem Markt.
Neben dem ausgiebigen Studium über das Leben des ukrainischen Volkes, aber auch der Saporoger Kosaken, was ihm den Spitznamen „Vater der Saporoger“ einbrachte, interessierte sich Jawornyzkyj für deren Volkskunst, hier speziell für die Stickerei, die Osterei-Bemalung und die Tradition der Hausdekoration. Er entdeckte und studierte die heute als immaterielles Kulturerbe der Menschheit anerkannte Petrykiwka-Malerei. Aufgrund Jawornyzkyjs Forschungen ergänzte der ukrainische Ethnograph Fedir Wowk als Kurator des Russischen Museums in Sankt Petersburg die Sammlung der ukrainischen Abteilung des Museums mit Exponaten dieser Malerei.

## Würdigungen
Die fünf Kilometer lange bedeutendste Prachtstraße von Dnipro, der Dmytro-Jawornyzkyj-Prospekt ist seit 2016 nach ihm benannt ebenso wie das Nationale Historische Museum der Stadt, in dem er einst Direktor war und auf dessen Vorplatz ein Denkmal von ihm steht. Eine Zweigstätte des Museums ist das Hausmuseum zum Gedenken an D.I. Jawornyzkyj (Меморіальний будинок-музей Д. І. Яворницького), ein Museum im Zentrum von Dnipro, dass sich dem Leben und der Tätigkeit von Dmytro Jawornyzkyj widmet.
Da Jawornyzkyj ein Freund von Ilja Repin war, verewigte ihn dieser als den Schreiber in seinem Monumentalgemälde Die Saporoger Kosaken schreiben dem türkischen Sultan einen Brief. Im November 1998 wurde in Charkiw ein Denkmal von ihm eröffnet und in der unabhängigen Ukraine erschienen Münzen und Briefmarken ihm zu Ehren mit seinem Konterfei.

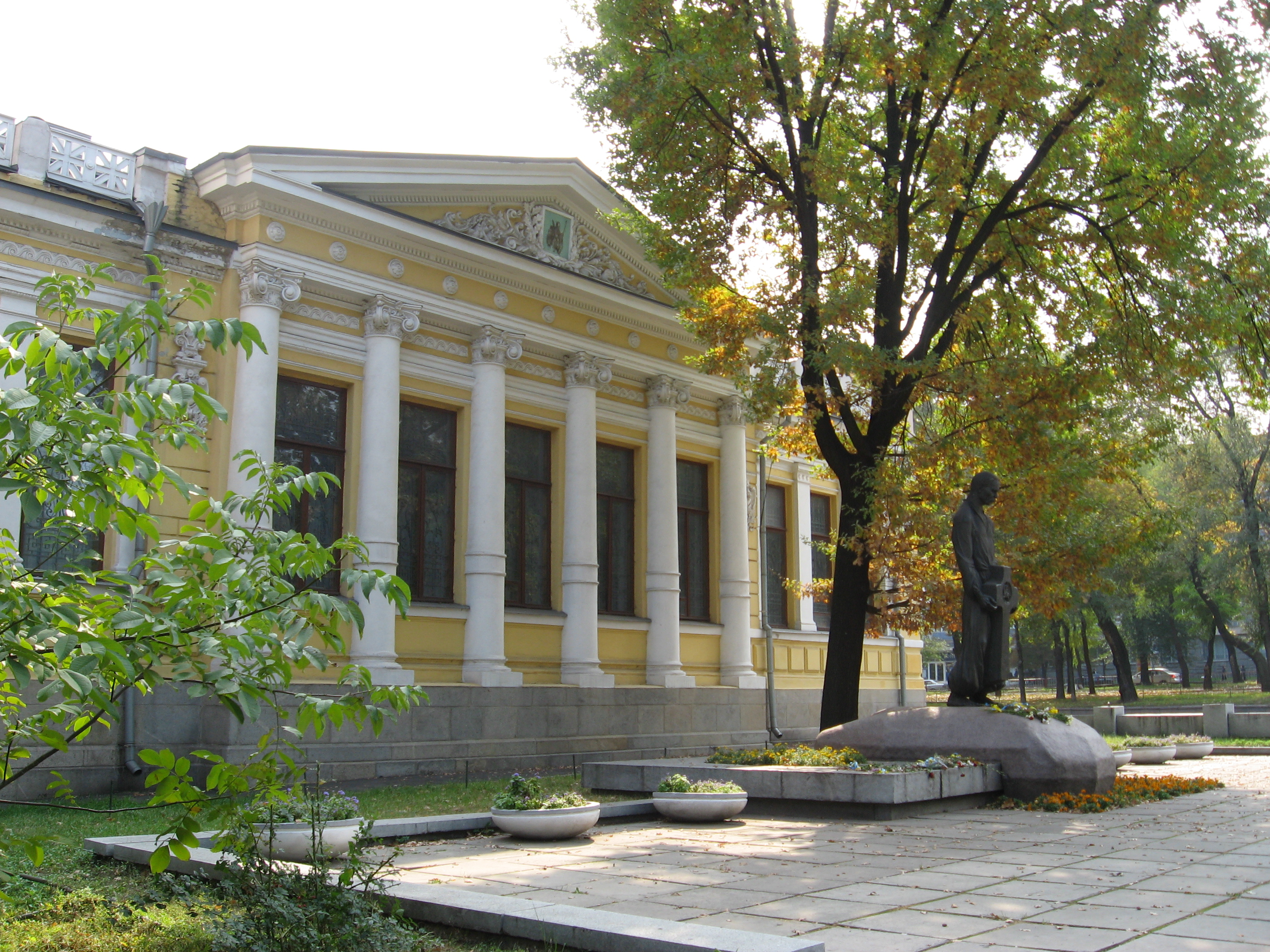
Das nach ihm benannte Museum mit seinem Denkmal in Dnipro
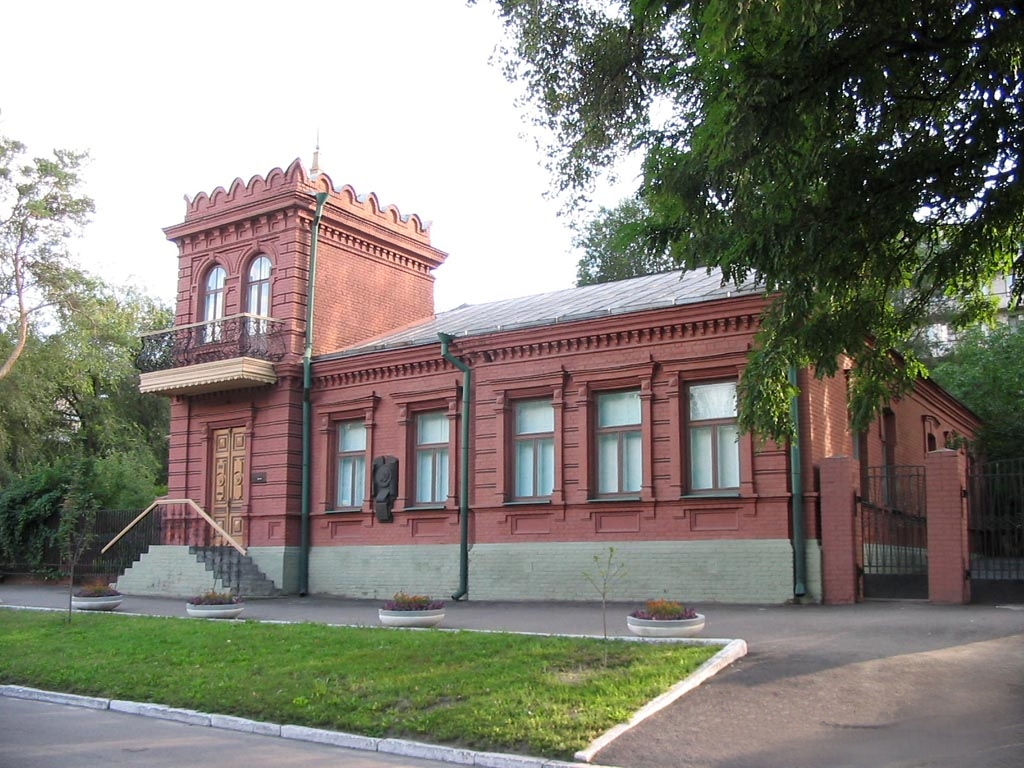
Das Haus-Museum D.I. Jawornyzkyj in Dnipro
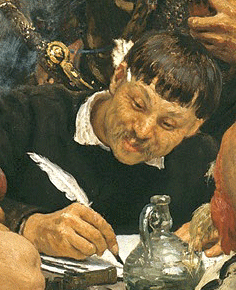
Ausschnitt aus dem Gemälde Die Saporoger Kosaken schreiben dem türkischen Sultan einen Brief, das Jawornyzkyj als Schreiber der Kosaken zeigt.
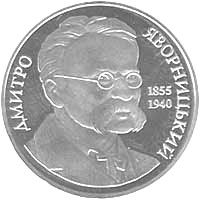
Ukrainische 10-₴ Silber-Gedenkmünze vom 31. März 1999
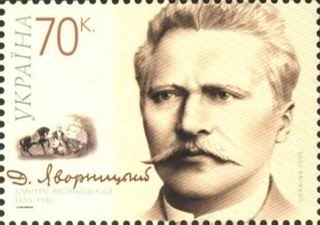
Ukrainische 70 Kopeken-Briefmarke von 2005 mit dem Konterfei Jawornyzkyjs